# Rosario Murillo
Rosario Murillo (Managua, 22 giugno 1951) è una politica, attivista e scrittrice nicaraguense Co-presidente della Repubblica del Nicaragua insieme a suo marito Daniel Ortega.
Nel 1969 entrò a far parte del movimento di guerriglia sandinista di Liberazione Nazionale. È stata cofondatrice negli anni '70 del gruppo culturale Gradas dell'opposizione alla dittatura di Anastasio Somoza Debayle. Andò in esilio nel 1977 coinvolta nel lavoro politico e organizzativo della FSLN. Tornò nel paese con il trionfo della rivoluzione popolare sandinista nel 1979. Dal 2017 al 2025 è stata la vicepresidente del Nicaragua; a seguito della riforma costituzionale del 2025, che ha trasformaro la presidenza del Nicaragua da carica monocratica a diarchica, è Co-presidente del Paese insieme al marito.
Ha incontrato Daniel Ortega durante il suo esilio in Costa Rica e da allora è stata la sua compagna. Il loro matrimonio ecclesiastico è stato celebrato nel 2005. Dal 2007 è First Lady del Nicaragua. Nel corso della sua carriera non ha smesso di essere coinvolta nell'attivismo e nella politica diventando una delle figure più controverse del Nicaragua. È stata membro dell'Assemblea Nazionale dal 1984 al 1990. È coordinatrice del Consiglio comunicazione e cittadinanza.
È stata criticata per i suoi costanti discorsi d'odio nei confronti dell'opposizione.

## Biografia
Rosario Murillo è nata a Managua nel 1951 con il nome di Rosario María Murillo Zambrana. La sua famiglia era originaria di Chontales. Suo padre, Teódulo Murillo Molina (1915-1996) era un proprietario di cotone e di bestiame. Sua madre, Zoilamérica Zambrana Sandino (1926-1973), fu una delle nipoti del generale Augusto César Sandino (1895-1934) che combatté contro l'occupazione statunitense del Nicaragua. La famiglia possedeva anche un terreno situato nell'attuale resort El Trapiche. Rosario era la più giovane di quattro sorelle.
L'economia familiare le ha permesso di proseguire gli studi superiori in Gran Bretagna e Svizzera dove ha conseguito certificati in inglese (una lingua che lei, sulla base di una conferenza stampa nel 2020, non padroneggia) e francese.
Tra il 1967 e il 1969 è stata insegnante di lingue a Managua, alla scuola teresiana e all'Istituto di Scienze Commerciali. Nel 1969 Murillo entrò a far parte del movimento di guerriglia sandinista del Fronte di Liberazione Nazionale.  Lavorò per un decennio, dal 1967 al 1977, sul giornale La Prensa con il regista Pedro Joaquín Chamorro e con il poeta e scrittore Pablo Antonio Cuadra. Poi fu esiliata.
Iniziò a scrivere poesie nel 1973, dopo la morte del figlio nel terremoto del 1972. Come spiegato nel testo di copertina della sua prima raccolta di poesie, Gualtayán (1975), scrivere fu per lei "l'inizio nel costante esercizio del salto, da un lato all'altro, correndo come la vita stessa".
È anche l'anno che il gruppo Gradas crea con altri intellettuali un gruppo culturale composto da poeti, artisti visivi e musicisti. All'inizio organizzarono i loro concerti e recital negli stand delle chiese e dovettero poi disperdersi a causa della repressione della dittatura militare di Somoza. In questo lavoro "sentivo davvero  - dirà - di esercitare il mestiere della scrittrice: raccogliere la nostra vita, scriverla e restituirla piena di speranza al suo vero proprietario: il popolo". Nel 1974 Rosario Murillo debutta come poetessa in La Prensa Literaria. L'anno seguente vide la luce la sua prima raccolta di poesie, "Gualtayán". La seconda, "Get Born with Me", fu pubblicata nel 1977.

### Poetessa e guerrigliera
Rosario María Murillo Zambrana divenne una "guerrigliera"  nel settore delle lettere; denunciando la dittatura, chiedendo sostegno alla letteratura alla lotta armata in Nicaragua, la sua militanza la spinse ad usare pseudonimi come "Gabriela", "Carolina" o "Berenice Valdemar". Nel 1976 fu arrestata a Estelí per disordini, ma fu presto rilasciata. Una volta rilasciata, nel 1977 andò in esilio. Visse alcuni mesi a Panama e in Venezuela, dove frequentò reti di solidarietà con la lotta sandinista. Si stabilì quindi in Costa Rica e si dedicò interamente al lavoro politico e organizzativo dell'FSLN.
Dal 1978 condivide la sua vita con Daniel Ortega, comandante della rivoluzione, membro del Consiglio governativo per la ricostruzione nazionale dal 1979 e coordinatore dal 1981 all'84, ex presidente del Nicaragua tra il 1984 e il 1990 e segretario generale dell'FSLN e presidente della Repubblica del Nicaragua dal 2006. Questa relazione ha avuto e continua ad avere un forte impatto sulla vita di lei, in cui la politica e la letteratura si fondono.
Nel 1980 la raccolta di poesie di Rosario Murillo, "An un bebe que cantar" (1981), ha vinto il nuovo Leonel Rugama Young Poetry Prize dal Ministero della Cultura. Dal 1981 al 1989 ha fatto parte del Comitato editoriale di Barricada, un giornale della FSLN; dal 1981 al 1992 ha ricoperto la carica di redattrice di Ventana, il supplemento culturale di quel giornale.
Dal 1981 al 1989 è stata segretaria generale dell'Unione degli scrittori del Nicaragua e dal 1982 al 1989 è stata segretaria generale dell'Associazione Sandinista dei Lavoratori Culturali (ASTC), un'istituzione che ha causato un grande impatto sulle politiche culturali del paese, che ha avuto come controparte il Ministero della Cultura a capo del quale era Ernesto Cardenal.
Durante il decennio sandinista pubblicò l'antologia poetica "Amar es combatir" (1982), "En las espléndidas ciudades" (1985) e "Las esperanzas misteriosas" (1990). Quando l'FSLN perse le elezioni nel 1990, la sua intensa vita di poetessa fu raccontata nel suo libro "Como los ángeles". Nel 2001 ha curato il saggio "Il paese che sogniamo... (o il viaggio verso la terra promessa)" (2001).

## Accuse di stregoneria e rapporti con la Chiesa Cattolica
Rosario Murillo è entrata in contatto fin da giovane con la cultura hippy e con la corrente new age; proprio da questo contatto emergerebbe la sua vocazione per l'occultismo e lo spiritismo.
I rapporti di Murillo con la Chiesa cattolica si definiscono con un reciproco scambio di accuse circa la presunta malafede e la sottomissione alla volontà del Maligno invece che a quella di Gesù Cristo. Murillo ha infatti più volte affermato che la Chiesa cattolica sarebbe al servizio del Demonio e avrebbe tradito il Signore Gesù Cristo. Di converso, un sacerdote cattolico costaricense, tra gli altri, ha dichiarato che Murillo sarebbe la seconda strega più importante del mondo, considerata nei suoi presunti poteri soprannaturali e quindi nel suo agire spirituale.
Murillo, in accordo con lo spirito umanista e cristiano della rivoluzione sandinista, ribadisce il suo riconoscimento della figura di Gesù Cristo e la sua volontà di  seguirne gli insegnamenti nell'azione politica.

## Vita privata
Rosario Murillo ha avuto in totale 10 figli, di cui 7 con Daniel Ortega. Il primo figlio è nato quando Rosario era solo un'adolescente di 16 anni, l'ultimo quando aveva 38 anni. 
Nella sua vita, Rosario Murillo ha avuto quattro partner: due figli con Norge Narvaez Parajón (periodo: 1967-1968); un figlio (morto un anno dopo la nascita, schiacciato dal terribile terremoto del Nicaragua del 1972) con il giornalista Anuar Moisés Hassan Morales (1971-1972); nessun figlio con Carlos Vicente "Quincho" Ibarra (1973-1977): entrambi decisero di andare in esilio in Venezuela, da lì a Panama e infine in Costa Rica dove sarebbe iniziata nel 1977 la storia d'amore con Daniel Ortega Saavedra. Il rifugio dove Murillo viveva in Costa Rica era l'ufficio di propaganda internazionale del Fronte sandinista.